# 中卫山羊选育场
中卫山羊选育场，是中华人民共和国宁夏回族自治区中卫市沙坡头区下辖的一个乡镇级行政单位。用于中卫山羊的选育和保护。
中卫山羊是我国独特的裘皮用山羊品种，也是世界上唯一生产白色裘皮的山羊品种。

## 行政区划
中卫山羊选育场下辖以下地区：
虚拟村。